# تشونغ تيانشي
تشونغ تيانشي (بالصينية: 钟天使) مواليد 2 فبراير 1991 في الصين، هي متسابقة صينية.

## الميداليات
| الميدالية | المسابقة                               |
| --------- | -------------------------------------- |
| ذهبية     | بطولة العالم للدراجات على المضمار 2015 |
| برونزية   | بطولة العالم للدراجات على المضمار 2015 |

## روابط خارجية
- تشونغ تيانشي على موقع الاتحاد الدولي للدراجات (الإنجليزية)
- تشونغ تيانشي على موقع أرشيف الدراجات (الإنجليزية)
- تشونغ تيانشي على موقع CycleBase (الإنجليزية)
- تشونغ تيانشي على موقع أوليمبيديا (الإنجليزية)
- تشونغ تيانشي على موقع اللجنة الأولمبية الصينية (الإنجليزية)